# 김정호 (성우)
김정호(1950년 1월 28일 ~ )는 대한민국의 남자 성우이다.  1968년 연극 배우로 활동하다가 1972년 CBS 특채 1기 성우(훗날 KBS 공채 14기 성우로 통용됨.)로 데뷔했다.

## 출연 작품

### 애니메이션
- GTO (투니버스) - 우치야마다 히로시 (교감선생님)
- Happy birthday to China(투니버스) - 릿치 박사
  - 스피릿 오브 원더 - 미스 차이나(투니버스) - 리치 박사
- KTX Mini와 친구들 - 퉁스
- 달려라 하니 (KBS) - 빛나리 중학교 교장
- 천방지축 하니 (KBS) - 의사, 대한 중학교 교장, 채소가게 아저씨(6화)
- Yes! 프리큐어5 (애니원, 애니박스, 챔프) - 블러디
- 가면라이더 키바(챔프)
- 거북이 특공대(SBS)
- 건스워드(애니맥스) - 의사
- 곰돌이 푸 (90년 더빙판/KBS) - 토끼
- 결계사(투니버스) - 마츠도 헤이스케
- 금붕어 주의보(애니원) - 교장 / 상어
- 기신병단(투니버스) - 신카이
- 나루토(투니버스) - 만다
- 나루토 질풍전(투니버스) - 왕두꺼비 선인
- 날아라 슈퍼보드2기 (KBS) - 의사
- 날아라 호빵맨(투니버스, 대원방송) - 세균맨
- 내일은 월드컵(SBS) - 교감 선생님
- 노트르담의 천사(SBS)
- 달려라 부메랑(SBS)
- 두치와 뿌꾸(KBS) - 큐라
- 드래곤볼 - 학도사 / 피콜로 대마왕 / 내레이션
- 드래곤볼 Z - 피콜로 / 도도리아 / 자봉 / 지스
- 드래곤볼 Z(투니버스) - 무천도사
- 드래곤볼 GT(투니버스) - 내레이션
- 라제폰(챔프) - 와타리시로
- 레미제라블(SBS)
- 레이브(투니버스) - 블랙스미스 무지카 / 경비원 2
- 로도스도 전기
- 롤러왕 파워킹(SBS)
- 마계도시(VIDEO) - 아근 / 레비라 부하
- 마법소녀 리나(SBS) - 조
- 마법의 별 매지네이션(SBS) - 오윈
- 마스크 (비디오) - 틸턴 시장 / 프레토리우스 / 닥 / 스킬릿
- 마이트가인(KBS) - 볼프강 박사
- 마이티 마우스(VIDEO)
- 메가레인저(SBS) - 다콘다
- 명탐정 코난(투니버스) - 메구레 쥬죠 (골롬보 반장) 역 (투니버스 2기만 맡았다. 나머지는 전부 조동희가 맡았다.)
- 모래요정 바람돌이(KBS) - 아빠
- 몬스터(투니버스) - 페드로프
- 몽키매직(KBS) - 옥황상제
- 몽키삼총사(SBS) - 버그박사
- 바텐더(애니박스) - 카츠히라 류이치
- 보노보노(투니버스) - 너부리
- 빠샤메카드 - 징징
- 사무라이 참프루(투니버스) - 야마네
- 셰익스피어 명작만화 뜻대로 하세요(SBS) - 로잘린느 아버지 / 코린
- 숲 속의 백설공주(SBS)
- 아기공룡 둘리 (KBS) - 램프 노인
- 아벨 탐험대(KBS) - 마타 아저씨
- 아쥐르와 아스마르(KBS) - 야도아 선생
- 아쿠아키즈(SBS) - 비코
- 여기는 공원 앞 파출소(투니버스) - 보너스 과장
- 오즈 탐험대(SBS) - 초퍼
- 오즈의 마법사(KBS) - 허수아비
- 올림포스 가디언(SBS) - 에우리스테우스
- 왕부리 팅코(SBS)
- 요술공주 밍키(SBS) - 슈퍼망토 / 닐 사이먼
- 원피스(KBS, 투니버스) - 간폴
- 유희왕 듀얼몬스터즈(SBS) - 유별난
- 유리함대(애니맥스) - 거웨인
- 은비 까비의 옛날 옛적에(KBS) - 별아기 아빠 / 마왕별
- 이누야샤(대원방송)
- 인랑(애니박스) - 토오베 하치로 외
- 즐거운 공원(KBS)
- 짱구는 못말려 극장판: 전격! 돼지발굽 대작전(챔프) - 마우스
- 채채퐁 김치퐁(KBS) - 모래드롱
- 챔피언 죠(애니박스) - 탄게
- 출동! 바이오 용사(KBS) - 샤프 교수 / 아마데우스 박사
- 총몽(투니버스) - 벡터
- 카드왕 믹스마스터(KBS) - 죠브박사
- 코토우라양(애니박스) - 기정
- 파이팅! 대운동회(SBS) - 에릭 / 우주도둑 / 제시의 신부님
- 해로와 토레미(SBS) - 내레이션 / 신선
- 헌터X헌터(애니원) - 네테로
  - 헌터X헌터 OVA (애니박스) - 네테로
- 형사 가제트(VIDEO) - 가제트

### 애니메이션 영화
- 명탐정 빠쎄(KBS)
- 철인사천왕(SBS)
- 매직 스워드(SBS)
- 생쥐와 야옹이(SBS)
- 스타체이서(KBS)
- 블루워터의 비밀(KBS)
- 슬레이어즈 극장판 - 완전무결(애니박스)

### 영화
- 레인 피플 (KBS) - 나탈리의 아버지 (알란 맨슨)
- 무숙자 (KBS) - 강도단 대장 (제프리 루이스) / 총잡이 (마크 마자)
- 스피드 2(KBS) - 줄리아노(테무에라 모리슨)
- 아이 로봇(KBS) - 알프레드 래닝 박사(제임스 크롬웰)
- 미스 포터(KBS) - 해롤드(안톤 레서)
- 인게이지먼트(SBS)
- 프리잭(KBS) - 마크(조너선 뱅크크스)
- 엘 시크레토: 비밀의 눈동자(KBS) - 포르투나
- 신의 손(KBS) - 월터(루레이 쿠퍼)
- 코쿤(SBS) - 벤 러킷
- 나 홀로 집에(SBS) - 말리(로버츠 블러섬)
- 쿵푸 허슬(KBS) - 재단사(조지릉) / 거지(원상인)
- 페이싱(SBS)
- 캐치 미 이프 유 캔(SBS) - 프랭크 윌리엄 애버그네일(크리스토퍼 워컨)
- 장미의 이름(SBS)
- 크래쉬(KBS) - 팔하드(숀 터브) / 라이언의 아버지(브루스 커비)
- 쿠오바디스(KBS) - 성 바울
- 잠수종과 나비(KBS)
- 스타 워즈 에피소드 1: 보이지 않는 위험(KBS) - 타팔스(스티븐 스파이어스) / 도파인 함장(앨런 러스코) / 조종사(랠프 브라운)
- 스타 워즈 에피소드 4: 새로운 희망(KBS) - 윌허프 타킨(피터 쿠싱)
- 브래스드 오프(SBS)
- 백 투 더 퓨처 2(SBS) - 브라운 박사(크리스토퍼 로이드) 역
- 스파이 키드 2: 잃어버린 꿈들의 섬(SBS) - 로메로(스티브 부세미)
- 배트맨 비긴즈(SBS) - 알프레드(마이클 케인)
- 투 터프 가이즈(SBS) - 로드리고(마누엘 알렉상드르)
- 케이 팩스(SBS) - 하위(데이빗 페트릭 케리)
- 모스맨(SBS) - 알렉산더 릭(앨런 베이츠)
- 러시아워 2(SBS) - 홍콩 경찰청장(쩡장) / 스티븐 레인(알렌 킹)
- 피스메이커(SBS) - 해밀턴(게리 원츠) / 브레니건(찰스 듀마스)
- 피너츠 송(SBS)
- 에일리언(SBS) - 브렛(해리 딘 스탠턴)
- 블래스트(SBS) - 캘빈(크리스토퍼 워컨)
- 애널라이즈 디스(SBS) - 젤리(조 비터렐리)
  - 애널라이즈 댓(SBS) - 젤리(조 비터렐리)
- 하프 어 챈스(SBS) - 변호사
- 와일드 와일드 웨스트(SBS)
- 웨딩플래너(SBS) - 실바토르(앨릭스 로코)
- 솔저(SBS) - 이컹(제이슨 아이작스)
- 마이너리티 리포트(SBS) - 솔로몬(피터 스토메어) / 노숙자(맥스 트룸파워)
- 아트 오브 워(SBS) - UN사무총장(도널드 서덜랜드)
- 인디펜던스 데이(SBS) - 님치키(제임스 렙혼)
- 대부 2 (KBS) - 쟈니(도미닉 키어네세)
- 대부(SBS) - 톰 헤이근(로버트 듀발)
  - 대부 2(SBS) - 톰 헤이근(로버트 듀발)
- 쿼바디스(SBS)
- 어글리 우먼(SBS) - 노인 / 대통령 / 베르너 박사
- 바이러스(SBS)
- 소피아 로렌의 아름다운 인생(SBS) - 페피노
- 미션(SBS) - 혼타(로널드 픽업)
- OK목장의 결투(KBS) - 닥 할리데이(커크 더글러스)
- 크림슨 리버 2(KBS)
- 은밀한 거래(KBS) - 소령
- 테이큰(KBS) - 스튜어트(잰더 버클리) / 라만(나빌 마사드)
- 헌팅 파티(KBS) - 폭스(류보미르 케레케스)
- 쉘 위 댄스(KBS) - 미와 탐정(에모토 아키라)
- 머시니스트(KBS) - 밀러(마이클 아이언사이드)
- 7월 4일생(KBS) - 아빠(레이먼드 J. 배리)
- 콘 에어(KBS) - 스왐프(M. C. 게이니) / 빌리 베들럼(닉 친런드) / 빌리 조(케빈 게이지)
- 왝 더 독(KBS) - 스클랜스키(잭 쉐러)
- 우리들만의 집(KBS)
- 최가박당(KBS) - 앨버트(맥가)
- 죽음의 씨앗(KBS) - 조스(올리비에르 고메)
- 코렐리의 만돌린(KBS) - 장군
- 6번째 날(KBS) - 상원의원
- 102마리 달마시안(KBS) - 파블로프
- 풀 몬티(KBS) - 룸퍼(스티브 휘즌)
- 패트리어트(KBS) - 프랭크(L.Q. 존스)
- 행복을 파는 기계(KBS) - 비지 봄(론 무디)
- 백야(KBS) - 키리긴(스테반 그리프) / 비행 부조종사(이안 리스톤)
- 어둠속의 댄서(KBS) - 제프(피터 스토메어)
- 페이지 마스터(KBS) - 페이지 마스터(크리스토퍼 로이드)
- 소피 숄의 마지막 날들(KBS) - 프라이슬러 판사(안드레 헤니케) / 대위
- 삼형제와 상속자(SBS) - 스티븐
- 키핑 더 페이스(KBS) - 루이스(일라이 월릭)
- 아문센(KBS) - 형사
- 타이타닉(KBS) - 이스메이(조너선 하이드)
- 숀 코너리의 함정(KBS)
- 다크니스(KBS)
- 전쟁과 평화(KBS)
- 엘 시드 (KBS) - 벤 유서프(허버트 롬) / 라미로 왕(제라르 티치)
- 부메랑(KBS)
- 볼사리노 2(KBS)
- 붉은 기관차(KBS)
- 나일의 대모험(KBS)
- 아메리칸 스플렌더(KBS) - 실제 하비
- 카운터피터(KBS) - 클링어(어거스트 지르너)
- 쿼바디스 도미네(KBS) - 크리스푸스(제르지 노왁)
- X파일: 미래와의 전쟁(KBS) - 시가맨(윌리엄 B. 데이비스)
- 에어 포스 원(KBS)
- 뮌헨(KBS) - 자미르(아이미 와인버그) / 마흐무드 암샤리(이갈 나오어) / 호피 장군(사무엘 칼데론)
- 형사 가제트(KBS)
- 속 프로젝트 A(KBS) - 구심호(진혜민) / 음식점 주인(정군면)
- 제17 포로수용소(KBS) - 호피(리처드 어드먼)
- 올리버 트위스트(KBS) - 토비(마크 스트롱)
- 폭로(KBS)
- 플래툰(KBS)
- 황야의 7인(KBS) - 브릿(제임스 코번)
- 석양의 갱들(KBS)
- 오르페브르 36번가(KBS) - 브르노(이반 프래넥) / 빅뤽(가이 레클루이제) / 루소 판사(프레데릭 마란머) / 빅터(조 프레스티아)
- 발리우드 할리우드(KBS) - 로키(랜짓 초드리)
- 오리엔트 특급 살인 사건(KBS) - 의사
- 까미유 끌로델(KBS)
- 브레이브 하트(KBS) - 맬컴 / 영
- 카사블랑카(KBS)
- 올랜도(KBS)
- 쉰들러 리스트(KBS) - 요제프 멩겔레(다니엘 델 폰테) / 교회 남자(스믈릭 레비) / 라디오 방송
- 내게 너무 멋진 서쪽나라(KBS) - 나에
- 다크 블루(KBS)
- 사소한 이야기들(KBS) - 가르시아
- 자칼(KBS) - 브라운(존 커닝햄)
- 파 프롬 홈(KBS)
- 에너미 오브 스테이트(KBS) - 빙햄(이언 하트) / 제니(제임스 러그로) / 변호사(브라이언 마킨슨)
- 엑스페리먼트(KBS) - 슈테인호프(크리스찬 버켈)
- 캘리포니아 여자(KBS) - 장 미셸(존 카서)
- 경찰서를 털어라(KBS)
- 법외정(KBS) - 증영렴
- 로마의 휴일(97년 더빙판/KBS) - 휴고 경(에릭 올튼) / 대사의 부하 / 기자
- 무서운 영화 2(KBS) - 핸슨(크리스 엘리엇)
- 길로틴 트래지디(KBS) - 판사
- 시네마 천국(KBS) - 광장의 미친놈(니콜라 디핀토)
- 스몰 솔저(KBS)
- 머스킷티어(KBS) - 국왕(다니엘 메스귀흐)
- 봉쥬르 무슈 슐로미(KBS) - 아버지
- 비련의 신부(KBS) - 파브리
- 메이저 리그 2(SBS)
- 007 살인 번호(KBS) - 닥터 노(조지프 와이즈먼)
- 007 골든아이(KBS)
- 마네킹 2(SBS) - 제임스
- 완다라는 이름의 물고기(KBS)
- 음모자(KBS) - 에드윈 스탠턴(케빈 클라인)
- 디파티드(KBS) - 퀴넌(마틴 신)
- 용서받지 못한 자(KBS) - 잉글리시 밥(리처드 해리스)
- 스페이스 카우보이(KBS) - 보스토프(레이드 세베드지야)
- 아주 특별한 약속(SBS)
- 최가박당 3(KBS) - 알버트(맥가)
- 웨이 백(KBS) - 스미스(에드 해리스)
- 용형호제(KBS) - 만물교 신자(존 라달스키)
- 본 얼티메이텀(KBS) - 노아 보슨(데이비드 스트래던)
- 미스 에이전트(KBS) - 빅터(마이클 케인)
- 레인 피플(KBS) - 나탈리의 아버지(알란 맨슨)
- 어느 이혼녀의 고백(KBS)
- 페어런트 트랩(KBS)
- 워터 디바이너(KBS) - 핫산(이을마즈 에르도안)
- 고공 침투(SBS)
- 10인의 영웅(KBS)
- 닥터 지바고(97년 더빙판/KBS) - 예프그라프 (알렉 기네스)
- 터미네이터 제니시스(KBS) - 오브라이언 (J. K. 시먼스) / 마일스 다이슨(코트니 B. 밴스)
- 일대종사(KBS) - 엽문의 스승(원화평) / 무술인(금사걸)
- 트랜스포머(KBS) - 톰(마이클 오닐) / 미국 대통령
- 송 포 유(KBS) - 아서(테렌스 스탬프)
- 신비한 동물들과 그린델왈드의 범죄 - 스피엘만(볼프 로트) / 니콜라스 플라멜(브론티스 조도로프스키)
- 사랑은 소리높이(KBS) - 목사(루 판트)
- 딥 라이징 (KBS) - 선장(데릭 오코너)
- 소공녀(KBS) - 버티(아서 트리처)
- 간디 (KBS) - 무함마드 알리 진나(알리크 파담시)
- F학점 첩보원 (KBS) - 스트렌코(로저 리스)
- 사막의 천사 제씨 (KBS) - 버틀러(리처드 마르쿠스)
- 수퍼캅 (SBS) - 사장의 부하(리카르도 피쥬티)
- 로마 제국의 멸망 (KBS) - 줄리아누스(에릭 포터)
- 로보캅 2(SBS) - 케인(톰 누넌)

### 외화
- X파일(KBS) - 담배피우는 남자
- 닥터 후(KBS) - 윌프레드 모트(버나드 크리빈스)
- 칭기즈칸(KBS)
- 천사들의 합창(SBS)
- 찰리 제이드(KBS) - 쏘쏘(데이빗 드니스)
- 리포터즈(KBS) - 발리에
- 로즈 레드(KBS) - 애니 / 팸 아버지
- 니벨룽겐의 반지(KBS) - 톨킨(괴츠 오토) / 니벨룽겐족의 조상(리처드 파머)
- 토치우드(KBS)
- 닥터 퀸(KBS)
- 초한지(KBS) - 항량
- 쿠오바디스(KBS) - 사도 성 바울

### 방송
- 퀴즈쇼 사총사(KBS)
- CBS 청소년 라디오 드라마 '우등생의 발길' - 박청길
- KBS 무대 10년(거인의 초상)(KBS 제2라디오)
- KBS 무대 10년(헬리콥터, 날개를 접다)(KBS 제2라디오)
- KBS 라디오 극장 10년(소울음)(KBS 라디오)
- 연속낭독(윌든)(KBS 제3라디오)
- 라디오 여행기(괴테의 이탈리아 기행)(KBS 제3라디오)
- 라디오 여행기(신정일의 새로쓰는 택리지)(KBS 제3라디오)